# سازنده (فیلم ۱۹۹۷)
سازنده (به انگلیسی: The Maker) فیلمی محصول سال ۱۹۹۷ و به کارگردانی تیم هانتر است. در این فیلم بازیگرانی همچون متیو موداین، مری-لوئیز پارکر، جاناتان ریس میرز، فیروزه بالک و مایکل مدسن ایفای نقش کرده‌اند.